# O. D. Anosike
Oderah "O. D." Anosike, (nacido el 3 de enero de 1991 en Staten Island, Nueva York) es un jugador de baloncesto estadounidense que actualmente juega en las filas del Gaziantep Basketbol de la BSL turca. Con 2.03 metros de estatura, juega en la posición de pívot.

## Trayectoria deportiva

### Universidad
Formado en la Universidad de Siena, donde también se hizo en dos temporadas con el título de máximo reboteador de la NCAA.

### Profesional
No fue elegido en el Draft de la NBA de 2013 y debutó como profesional en Pesaro. En Italia su impacto fue inmediato, promediando 14,3 puntos y 13,1 rebotes por encuentro en la campaña 2013-14.
Al final de temporada, tuvo un breve paso por Francia, concretamente por el Strasbourg, pasando por la ProA con 4,5 puntos y 3,3 rebotes de media en 6 partidos.
Volvió a la Serie A italiana (11,5 puntos y 10,9 rebotes de media), en este caso al servicio del Sidigas Avellino. Donde fue el máximo reboteador de la máxima competición del basket italiano durante dos temporadas, en los que militó primero en el Scavolini y después en el Sidigas Avellino.
En agosto de 2015 ficha por el Laboral Kutxa de la Liga Endesa. No llegó a debutar con el equipo vitoriano, y la temporada 2015-16 finalmente ficha por el AEK Atenas BC.
En las filas del AEK su trayectoria allí fue corta, con ,0 punto y 4,0 rebotes por partido en cuatro encuentros de HEBA, y 2,0 puntos y 4,8 rebotes en cinco partidos de Eurocup. En enero de 2016 el jugador fichó por el Enel Brindisi. Su siguiente equipo también sería italiano, en este caso el Pallacanestro Varese.
La primera vuelta de la temporada 2020-21, la disputaría en México en las filas del Fuerza Regia en el que promedia 12,3 puntos y 8,7 rebotes por partido.
El 9 de enero de 2021, firma por el Lavrio B.C. de la A1 Ethniki, la primera división griega.
El 28 de julio de 2021, regresa al Fuerza Regia de la Liga Nacional de Baloncesto Profesional de México, la primera división mexicana.
El 20 de diciembre de 2021, Anosike firmó con el Cholet Basket de la LNB Pro A francesa.
El 28 de agosto de 2022 fichó por el Manisa BB de la Basketbol Süper Ligi turca.